# 鳞籽莎属
鳞籽莎属（学名：Lepidosperma）是莎草科下的一个属，为多年生粗壮草本植物。该属约有80多种，分布于大洋洲和热带亚洲。常见植物有鳞籽莎（Lepidosperma chinense）。
属名Lepidosperma源于希腊语lepis（鳞片）和sperma（种子）的合成词，指小坚果具下位鳞片。

## 形态特征
鳞籽莎属常以丛生形式生长，具发达的匍匐根状茎。该属植物的秆呈圆柱状，直立且粗壮。
叶片基生，具明显的叶鞘，叶片为圆柱状。其花序为圆锥花序，包含大量小穗，呈密集排列。小穗的最底部数枚鳞片通常中空且不具花，而上部则含有2至3朵花。每朵花具有3枚雄蕊，花柱细长，柱头通常为3裂，形态纤细。
该属植物的果实为三棱形小坚果，表面平滑，无喙，果实的基部通常被6枚增厚并硬化的花被片包裹。